# Campionati del mondo di ciclismo su pista 2023 - Inseguimento individuale femminile
La gara di inseguimento individuale femminile ai Campionati del mondo di ciclismo su pista 2023 si è svolta il 3 agosto 2023. Vi hanno gareggiato 24 atleti da 15 nazioni.

## Podio
| Pos.    | Atleta           | Nazione       |
| ------- | ---------------- | ------------- |
| Oro     | Chloé Dygert     | Stati Uniti   |
| Argento | Franziska Brauße | Germania      |
| Bronzo  | Bryony Botha     | Nuova Zelanda |

## Risultati

### Qualificazioni[2]
I primi due (classificati per il tempo ottenuto) accedono alla finale per la medaglia d'oro, il terzo e il quarto partecipano alla finale per la medaglia di bronzo.
| Posizione | Atleta              | Nazione       | Tempo    | Gap     | Note |
| --------- | ------------------- | ------------- | -------- | ------- | ---- |
| 1         | Chloé Dygert        | Stati Uniti   | 3:17.713 |         | QG   |
| 2         | Franziska Brauße    | Germania      | 3:20.101 | +2.388  | QG   |
| 3         | Bryony Botha        | Nuova Zelanda | 3:20.327 | +2.614  | QB   |
| 4         | Neah Evans          | Gran Bretagna | 3:21.811 | +4.098  | QB   |
| 5         | Maeve Plouffe       | Australia     | 3:21.940 | +4.227  |      |
| 6         | Lisa Klein          | Germania      | 3:25.728 | +8.015  |      |
| 7         | Maggie Coles-Lyster | Canada        | 3:27.241 | +9.528  |      |
| 8         | Marion Borras       | Francia       | 3:27.601 | +9.888  |      |
| 9         | Samantha Donnelly   | Nuova Zelanda | 3:27.616 | +9.903  |      |
| 10        | Jessica Roberts     | Regno Unito   | 3:27.979 | +10.266 |      |
| 11        | Kelly Murphy        | Irlanda       | 3:29.967 | +12.254 |      |
| 12        | Ariane Bonhomme     | Canada        | 3:30.015 | +12.302 |      |
| 13        | Sarah Van Dam       | Canada        | 3:30.831 | +13.118 |      |
| 14        | Laura Süßemilch     | Germania      | 3:31.278 | +13.565 |      |
| 15        | Martina Alzini      | Italia        | 3:32.101 | +14.388 |      |
| 16        | Wei Suwan           | Cina          | 3:36.898 | +19.185 |      |
| 17        | Wang Xiaoyue        | Cina          | 3:37.107 | +19.394 |      |
| 18        | Olga Wankiewicz     | Polonia       | 3:37.266 | +19.564 |      |
| 19        | Jasmin Liechti      | Svizzera      | 3:38.286 | +20.573 |      |
| 20        | Isabella Escalera   | Spagna        | 3:38.567 | +20.854 |      |
| 21        | Huang Zhilin        | Cina          | 3:42.678 | +24.965 |      |
| 22        | Kie Furuyama        | Giappone      | 3:44.511 | +26.798 |      |
| 23        | Yang Qianyu         | Hong Kong     | 3:49.099 | +31.386 |      |
| -         | Vittoria Guazzini   | Italia        | dnf      | dnf     | dnf  |

### Finali[3]
| Posizione            | Atleta           | Nazione          | Tempo            | Gap              | Note             |
| Finale per l'oro     | Finale per l'oro | Finale per l'oro | Finale per l'oro | Finale per l'oro | Finale per l'oro |
| -------------------- | ---------------- | ---------------- | ---------------- | ---------------- | ---------------- |
| 1                    | Chloé Dygert     | Stati Uniti      | 3'17"542         |                  |                  |
| 2                    | Franziska Brauße | Germania         | OVL              |                  |                  |
| Finale per il bronzo |                  |                  |                  |                  |                  |
| 3                    | Bryony Botha     | Nuova Zelanda    | 3:22.210         |                  |                  |
| 4                    | Neah Evans       | Gran Bretagna    | 3:23.264         | +1.054           |                  |